# 소말리 (고양이)
소말리(Somali)는 영국 고양이 품종의 하나이다. 머리가 완만한 V자형이며 긴 체모와 여우 같은 주렁주렁한 꼬리가 특징이다.아비시니안의 돌연변이기도 하다.

## 역사
1940년대에 자넷 로버트슨이라는 영국 사육자는 아비시니아의 새끼 고양이들을 호주, 뉴질랜드 그리고 북미로 수출했다. 이 고양이들의 후손들은 종종 길거나 솜털 같은 털을 가진 새끼 고양이를 낳았으며 1963년 캐나다에서 사육하는 메리 메일링은 지역 애완 동물 쇼에 참가했고 이 쇼의 판사인 켄 맥길은 번식을 위해 이 프로그램을 요청했다.

## 특징
원종은 아비시니안이다. 머리는 완만한 V 자형. 긴 체모와 여우 같은 주렁주렁 한 꼬리가 특징으로 체격은 아비시니안과 마찬가지로 근육질이다. 눈은 크고, 아몬드 모이며 울음 소리가 매우 아름답고 방울처럼 매우 맑은 소리가 난다